# Гуапота
Гуапота (исп. Guapotá) — город и муниципалитет в северо-восточной части Колумбии, на территории департамента Сантандер. Входит в состав провинции Комунера.

## История
Поселение, из которого позднее вырос город, было основано 5 сентября 1810 года. Муниципалитет Гуапота был выделен в отдельную административную единицу в 1886 году.

## Географическое положение

Муниципалитет Гуапота

Город расположен в южной части департамента, в горной местности Восточной Кордильеры, на расстоянии приблизительно 87 километров к юго-юго-западу (SSW) от города Букараманги, административного центра департамента. Абсолютная высота — 1480 метров над уровнем моря.
Муниципалитет Гуапота граничит на севере с территорией муниципалитета Пальмас-дель-Сокорро, на западе — с муниципалитетом Чима, на юго-западе — с муниципалитетом Гуадалупе, на юго-востоке и востоке — с муниципалитетом Ойба, на северо-востоке — с муниципалитетом Конфинес. Площадь муниципалитета составляет 66,32 км².

## Население
По данным Национального административного департамента статистики Колумбии, совокупная численность населения города и муниципалитета в 2015 году составляла 2139 человек.
Динамика численности населения муниципалитета по годам:
| 2005 | 2006 | 2007 | 2008 | 2009 | 2010 | 2011 | 2012 | 2013 | 2014 | 2015 |
| ---- | ---- | ---- | ---- | ---- | ---- | ---- | ---- | ---- | ---- | ---- |
| 2271 | 2268 | 2245 | 2232 | 2218 | 2195 | 2188 | 2164 | 2160 | 2142 | 2139 |

Согласно данным переписи 2005 года мужчины составляли 54 % от населения Гуапоты, женщины — соответственно 46 %. В расовом отношении всё население города составляли белые и метисы.
Уровень грамотности среди всего населения составлял 89 %.

## Экономика
Основу экономики Гуапоты составляет сельское хозяйство.
49,3 % от общего числа городских и муниципальных предприятий составляют предприятия торговой сферы, 41,8 % — предприятия сферы обслуживания, 9 % — промышленные предприятия.

## Транспорт
К западу от города проходит национальное шоссе № 45А (исп. Ruta Nacional 45А).